# Euclystis homopteroides
Euclystis homopteroides là một loài bướm đêm trong họ Erebidae.